# Theodor Reik

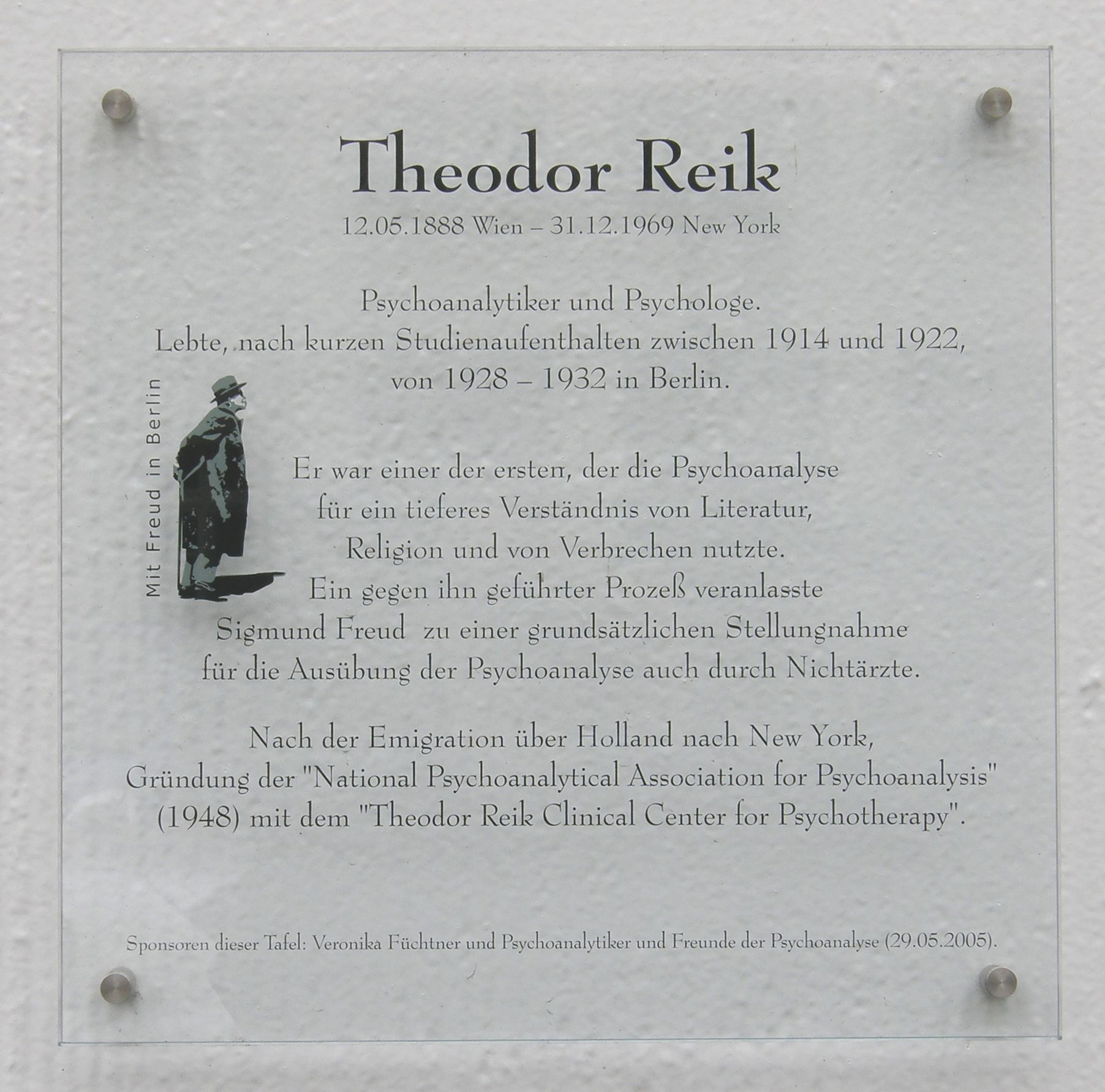
Pamětní deska na Reichenhaller Straße 1 v Berlíně

Theodor Reik (12. května 1888 Vídeň, Rakousko-Uhersko – 31. prosince 1969 New York City, New York, USA) byl rakouský psychoanalytik, jeden z prvních Freudových žáků. Jeho dizertační práce o Gustavu Flaubertovi, obhájená na Vídeňské univerzitě z roku 1912 (Utrpení svatého Antonína), byla vůbec první dizertací v historii napsanou z psychoanalytických pozic. Analyzován byl Reik Karlem Abrahamem. Zaobíral se především otázkami masochismu, kriminality a náboženství (analyzoval zejména rituály, mimo jiné troubení na šofar v synagoze). Zdůrazňoval rovněž, že psychoanalytik musí poznat svého pacienta skrze vlastní nevědomí, nikoli racionální analýzou. Jelikož vystudoval psychologii a nikoli medicínu, prosazoval tzv. laickou psychoanalýzu (tedy možnost stát se psychoanalytikem i pro lidi bez lékařského diplomu) – tu podporoval i Freud, ale v USA, kam Reik jako Žid uprchl před nacismem, nebyla nelékařská psychoanalýza uznávána a Reik musel založit vlastní instituci National Psychological Association for Psychoanalysis.